# Čhatumaharadžika
Čhatumaharadžika (izvorno Chātummahārājika; tudi Čhaturmaharadžika (izv. Chāturmahārājika)) je budistična skupina božanstev imenovanih Deve. Prebivajo v istoimenskem prvem nebesnem nadstropju Develoka in živijo 500 let, en njihov dan pa je enak 50 človeškim letom.